# Lenguas ye
Las lenguas yê (o también gê y jê) son una decena de lenguas amazónicas que forman familia de lenguas identificada por W. Schimidt. Estas lenguas junto con otros 11 subfamilias más formarían una familia hipotética más amplia llamada provisionalmente Macro-Gê o Macro-Ye, cuya confirmación como familia aún no ha sido satisfactoriamente demostrada, para la que se han propuesto una pocas decenas de cognados tan solo.

## Clasificación
W. Schmidt (1926) empleó inicialmente el término Ges-Tapuya para designar colectivamente a un conjunto de lenguas de la familia Ye propiamente dicha. Loukotka (1942) usó el término Tapuya-žé esencialmente de la misma manera. 
Fue J. Alden Mason (1950) quien propuso la hipótesis Macro-Gê, ampliamente aceptada hoy en día y que engloba a otras pequeñas familias de lenguas amazónicas además de las lenguas Gê, propiamente dichas. Nimuendajú (1946), Métraux (1946) y Lowie ya habían ubicado el Kaingang en la familia Gê. Por los demás los detalles y el número de grupos aceptados que integrarían la macrofamilia Macro-Gê ha ido variando a medida que se disponía de mejores datos. Loukotka consideró 8 ramas, Mason 10 ramas, más tarde Davis (1966-68) mostró que las lenguas Kaigang no eran una rama independiente sino lenguas Gê propiamente dichas; y mostró evidencias de correspondencias fonéticas regulares entre las lenguas Gê y dos grupos más. A. D. Rodrigues (1999) considera un total de 12 grupos independientes, uno de los cuales serían las lenguas Gê-Kaingang.

### Lenguas de la familia
Las lenguas yê propiamente dichas, anteriormente llamadas lenguas Gê-Kaingnáng, están formadas por unas 13 lenguas (el número de lenguas varía según algunas variedades se consideren dialectos de la misma lengua o lenguas independientes). La clasificación presentada por Aryon D. Rodrigues las clasifica de la siguiente manera (las cifras entre paréntesis represetan el número aproximado de hablantes, † = lengua extinta):
- Yê Nororiental
  1. Jaikó o Jeikó (Piauí) (†)
- Yê Noroccidental
  1. Apinayé (~720)
  2. Kayapó (~5000) que incluye como variantes: A'ukré, Gorotire, Kararão, Kikretun, Kokraimôro, Kubenkrakén, Menkragnotí, Mentukíre, Xikrin, Pará meridional).
  3. Panará o Kren-Akarôre (~160)
  4. Suyá (~200)
  5. Grupo Timbíra (~2800) que incluye como variantes: Gavião Piokobjé y Gavião Paraketejé, Canela Ramkokamekrã y Canela Canela Apanyekrã, Krikatí, Krahô, Krenjé o Krenyé, Maranhão o Marañón, Pará, Tocantins.
- Yê Central
  1. Acroa (†)
  2. Xavánte (~9000 hablantes)
  3. Xakriaba (†)
  4. Xerénte (~1550)
- Yê meridional o Familia Kaingáng
  1. Kaingáng (~20000) que incluye como variantes: Kaingáng de São Paulo (†), K. del Paraná, K. central, K. suroccidental, K. suroriental, Santa Catarian, Rio Grande do Sul)
  2. Xokléng (~1650)
  3. Ingaín (†)

## Descripción lingüística

### Fonología
El sistema vocálico de estas lenguas, como el de muchas otras lenguas autóctonas de la región, mantiene una oposición entre vocales orales y vocales nasales, siendo en muchos casos la presencia de la vocal nasal la que condiciona las variaciones de las consonantes adyacentes, en lugar de al revés como sucede en otras lenguas con vocales nasales. En general el número de vocales nasales es inferior al de consonantes nasales. Por ejemplo, en el dialecto del Paraná de la lengua Kaingáng (Yê meridional) hay nuevo vocales orales y sólo cinco vocales nasales:
|          | orales  | orales    | orales   | nasales | nasales   | nasales |
| anterior | central | posterior | anterior | central | posterior |         |
| -------- | ------- | --------- | -------- | ------- | --------- | ------- |
| cerradas | i       | ɨ         | u        | ĩ       |           | ũ       |
| medias   | e       | ə         | o        |         | ə̃         |         |
| abiertas | ɛ       | a         | ɔ        | ɛ̃       | ã         |         |

En el Apinayé (Yê septentrional) existen diez vocales orales y siete vocales nasales:
|              | orales  | orales    | orales   | nasales | nasales   | nasales |
| anterior     | central | posterior | anterior | central | posterior |         |
| ------------ | ------- | --------- | -------- | ------- | --------- | ------- |
| cerradas     | i       | ɨ         | u        | ĩ       | ɨ̃         | ũ       |
| semicerradas | e       | ə         | o        |         |           | õ       |
| semiabiertas | ɛ       | ʌ         | ɔ        | ɛ̃       | ʌ̃         |         |
| abiertas     |         | a         |          |         | ã         |         |

Davis (1966) reconstruye para el proto-yê un sistema formado por nueve vocales orales y seis vocales nasales. En cuanto a las consonantes, los inventarios de las lenguas yê incluye una serie de cuatro oclusivas (labial, dental, alveo-palatal y velar), otra serie de cuatro nasales y otra serie de tres aproximantes. Algunas lenguas presentan desdoblamientos de estos fonemas por ejemplo en Kayapó las velares han dado lugar en ciertos contextos a glotales, y las nasales se han escindido en nasales y oclusivas sonoras. A continuación se muestra el inventario fonológico del Kayapó (Gê septentrional) que exhibe estos desdoblamientos:
|                    | labial | dental | al.-pal. | velar | glotal |
| ------------------ | ------ | ------ | -------- | ----- | ------ |
| obstruyente sorda  | p      | t      | ʧ        | k     | ʔ      |
| obstruyente sonora | b      | d      | ʤ        | g     |        |
| nasal              | m      | n      | ɲ        | ŋ     |        |
| aproximante        | w      | ɾ      | j        |       |        |

En Xavante (Gê central) las consonantes nasales han desaparecido dando lugar a oclusivas sonoras. También las consonantes velares han desaparecido dejando en algunos casos una consonante glotal como testimonio de su presencia en un periodo anterior:
|                 | labial | dental | al.-pal. | velar | glotal |
| --------------- | ------ | ------ | -------- | ----- | ------ |
| oclusiva sorda  | p      | t      | ʧ        |       | ʔ      |
| oclusiva sonora | b      | d      | ʤ        |       |        |
| aproximante     | w      | ɾ      |          |       | h      |

A diferencia de otras lenguas amazónicas, las lenguas bien estudiadas de la familia Gê no poseen tono distintivo, se ha sugerido que el Krahô (Timbíra) podría ser una lengua tonal. En cualquier caso para el proto-gê no se han reconstruido tonos.

### Morfología
Las lenguas gê son aglutinantes y ligeramente sintéticas. En algunas partes de la gramática usan marcaje del núcleo y en otros marcaje del modificador. No poseen una morfología flexional muy amplia, por lo que las categoría gramaticales se disntinguen más por medios sintácticos que morfológicos.
Una característica peculiar de estas lenguas es que en el marcaje de núcleo de sintagmas compuestos se diferencia entre la referencia contextual (CNT) y no contextual (NCNT). Los ejemplos (1)-(3) proceden del Panará:
(1) sɔti j-akoa
animal CNT-boca
'la boca del animal'
(2) sɔti j-õtɔ
animal CNT-lengua
'la lengua del animal'
(3) s-õtɔ s-akoa amã
NCNT-lengua NCNT-boca en
'su lengua en su boca'
En (1) y (2) la marca del núcleo es j- ya que el poseedor está adyacente (contextualmente contiguo) mientras que en (3) la marca es s- ya que el poseerdor no es contextualmente contiguo. El mismo fenómenos puede observarse en los ejemplos (4)-(5) del Timbíra:
(4) i tɛ pĩ.co j-ũʔkʰər
1ªSG ERG.PAS árbol.fruto NCNT-comprar
Yo compré fruta
(5) i tɛ h-ũʔkʰər
1ªSG ERG.PAS NCNT-comprar
Yo lo compré
Este recurso no es privativo de las lenguas yê, también aparece dentro de otras lenguas de la familia macro-yê e incluso en lenguas no relacionadas como las lenguas tupíes o las lenguas Caribe.

#### Número
Las lenguas yê formalmente no distinguen las formas de singular y de plural, aunque algunas lenguas de la familia macro-yê si poseen marcas de plural. Algunas lenguas sin embargo a pesar de no poseen marcas de plurales para nombres, tienen marcas de plural para los pronombres personales. El Kaingáng incluso distingue en la tercera persona no sólo formas de plural sino también de género: ʔaŋ 'ellos' / ɸaŋ 'ellas'. Además el Kaingáng posee formas específicas de plural para las marcas verbales que expresan concordancia con objeto y sujeto.

#### Género
Ni las lenguas yê, ni de hecho la familia macro-yê, parece hacer distinciones de género en el nombre o el adjetivo. Aunque se ha señalado que las lenguas Karirí han desarrollado distinciones de género, ese hecho parece una innovación reciente. En kipeá por ejemplo existen hasta doce prefijos añadidos a cuantificadores y adjetivos calificativos que se refieren a la forma, el color y la forma de los referentes, naturalmente estas marcas pueden interpretarse como ligadas a clases nominales o marcas de género gramatical. Por otra, parte algunas lenguas yê meridionales distinguen género en los pronombres de tercera persona.

### Sintaxis
Las lenguas yê son lenguas de núcleo final. Eso significa que dentro de un sintagma el núcleo tiende a estar al final. Así en las oraciones el verbo o núcleo oracional se encuentra en posición final, no existen preposiciones sino postposiciones (núcleo de los sintagmas adposicionals) y los determinantes, núcleo de los sintagmas determinantes, siguen al nombre al que determinan. Los ejemplos (6) y (7), tomados del dialecto Canela del Timbíra, muestran la posición final del verbo, en el caso intransitivo y transitivo:
(6) Kapi jʌpiɾ
[[Kapi] subir]
'Kapi subió'
(7) i kʰɾa tɛ ɾɔpti pupun
[[1ªsg hijo ERG.PAS] [jaguar ver]]
'Mi hijo vio un jaguar'
El siguiente ejemplo procedente del kayapó muestra postposiciones:
(8) [puɾ kãm] ba [a mʌ̃] [pijo ɾe]
[jardín en] 1ªsg [[2ªtu para] [fruta recoger]]
'Recogí frutas para ti en el jardín'

#### Concordancia
En las lenguas yê no existe concordancia entre el sujeto y el verbo, por lo que el verbo no cambia de forma según la persona gramatical. Por esa razón la persona se marca con un pronombre independiente situado hacia el inicio de la frase (de una manera similar a como se marca habitualmente la persona en inglés). Los siguientes ejemplos tomados del kaingáng muestran dos ejemplos de oración en que el verbo no tiene ninguna marca de persona y se reduce a una raíz verbal desnuda:
(9) ʔɨɲ ɾɛŋɾe wɨ̃ jɛ̃
[1ªsg hermano SUJ] esperar
'Mi hermano está esperando'
(10) mĩɲ wɨ̃ Kaŋɾɛ̃ɲ tãɲ tĩ
[[jaguar SUJ] [Kanren matar]] ASP
'Un jaguar mató a Karen'

#### Alineamiento morfosintáctico
En cuanto al alineamiento morfosintáctico las lenguas yê son lenguas de tipo ergativo, en la que el sujeto de los verbos intransitivos recibe el mismo tratamiento morfosintáctico que el objeto de los verbos transitivos.

### Comparación léxica
Los numerales en diferentes lenguas ye son:
| GLOSA | Norccidental    | Norccidental | Norccidental | Norccidental         | Central   | Central   | Meridional  | Meridional | PROTO- YE |
| GLOSA | Apinayé         | Kayapo       | Suyá         | Canela               | Xavante   | Xerente   | Kaináng     | Xokléng    | PROTO- YE |
| ----- | --------------- | ------------ | ------------ | -------------------- | --------- | --------- | ----------- | ---------- | --------- |
| '1'   | pyxi pɨʧi       | pydji        | wɨtɨ         | pyxit pɨʧit          | misi      | smĩsi     | pir         | pil        | *pɨti(t)  |
| '2'   | axkrut aʧikhrut | amanhkrut    | aj'kɾut      | ipijakrut ipijakhrut | maparane  | ponkwanẽ  | régre       | réglẽ      | *-k-rit   |
| '3'   | (2 + 1)         | (2 + 1)      | (2 + 1)      | incrê [iŋkre]        | siʔubdatõ | mrẽpränẽ  | tãgtũg      | tãgtũg     | (2 + 1)   |
| '4'   | (2 + 2)         | (2 + 2)      |              | (te quat) tɛ qhuat   |           | sikwaĩpse | (tỹ quatro) |            | (2 + 2)   |
| '5'   | many            |              |              | (te cinco) tɛ sĩku   |           | siptatõ   | (tỹ cinco)  |            | (?)       |